# Agomelatin
Agomelatin (Valdoxan) atipični je antidepresiv koji se koristi u liječenju kliničke depresije, generalizirane anksioznosti te u regulaciji ciklusa spavanja i buđenja (cirkadijanog ritma). Agomelatin je agonist melatoninskih receptora (receptori MT1 i MT2) te antagonist serotoninskog receptora 5-HT2c. Strukturni je analog melatonina. Također, agomelatin povećava otpuštanje noradrenalina i dopamina u području frontalnoga korteksa.
Podjednako je učinkovit za liječenje depresije kao drugi antidepresivi, a s manjom stopom odustajanja od nuspojava. Česte nuspojave uključuju glavobolju, somnolenciju, nesanicu, mučninu, dijareju, konstipaciju i umor. Rijetke, ali ozbiljne nuspojave koje agomelatin može uzrokovati su problemi s jetrom.
Agomelatin ponovno usklađuje cirkadijani ritam u životinjskim modelima poremećaja cirkadijanog ritma. Uz dobru podnošljivost, jedan je od najučinkovitijih antidepresiva za liječenje depresivnih poremećaja. Učinkovit je za liječenje simptoma hedoničkog deficita.
Europska agencija za lijekove (EMA) odobrila ga je za korištenje u zemljama Europske unije 2009. godine.

## Medicinska uporaba

### Veliki depresivni poremećaj
Od 2009. godine agomelatin se u Europi koristi u liječenju velikih depresivnih epizoda u odraslih. Učinkovit je i u liječenju teških oblika depresije.  Dapače, veća učinkovitost zabilježena je u statističkoj populaciji s težim oblicima depresije. S druge strane, po nekim istraživanjima, agomelatin nije pokazao ni manju ni veću učinkovitost u liječenju depresije u odnosu na druge antidepresive.

#### Augmentacijske strategije
U studiji provedenoj 2019. godine utvrđeno je da je augmentacija agomelatina bupropionom ili moklobemidom dovelo do značajnog smanjenja simptoma depresije i anksioznosti.

### Rezistentna depresija
Kombinacija bupropiona i agomelatina učinovita je u liječenju depresije otporne na liječenje (tzv. rezistentna ili povratna depresija). Kombinacija bupropiona uz agomelatin općenito se smatra dobrom augmentacijskom strategijom.

### Generalizirana anksioznost
Agomelatin je učinkovit u liječenju generaliziranoga anksioznog poremećaja.

## Nuspojave
Agomelatin može izazvati određene nuspojave, no one su najčešće blage i prolazne. Najčešće nuspojave pri uzimanju agomelatina su mučnina, vrtoglavica, somnolencija (pospanost), nesanica, migrene, anksioznost, konstipacija, diareja, umor, bol u leđima i hiperhidroza (pretjerano znojenje). Rijetke (oko 1 %), ali ozbiljne nuspojave su problemi s jetrom.

## Farmakološka svojstva

### Farmakodinamički učinci
Agomelatin je pokazao učinak sličan antidepresivima na životinjskim modelima za depresiju (test 
naučene bespomoćnosti, test očajavanja, kronični blagi stres) kao i na modelima s desinkronizacijom 
cirkadijskog ritma te na modelima vezanim uz stres i anksioznost. Kod ljudi, agomelatin ima svojstva pozitivnog mijenjanja faza; izaziva uznapredovalu fazu sna, pad
tjelesne temperature i nastup djelovanja melatonina.
Iako je agomelatin molekularno sličan melatoninu, ima dulji poluživot. Poluživot agomelatina je oko 140 minuta, dok poluživot melatonina iznosi 50 minuta. Agomelatin se također može vezati na receptore melatonina jače od melatonina. Rastuće tijelo dokaza ukazuje na to da je za antidepresivni i hipokampalni neurogenezni učinak agomelatina zaslužna sinergija njegovih melatonergičkih i učinaka na 5-HT2C receptore, a ne pojedinačno djelovanje tih dvaju mehanizama. Kao i mnogi drugi antidepresivi, primjerice sertralin i tianeptin, agomelatin djelomično poništava štetni učinak kroničnog blagog stresa na hipokampalne strukture.
Istraživači također sugeriraju da agomelatin može potaknuti moždanu plastičnost uvećanjem broja spontano aktivnih neurona te povećanjem frekvencije električnog ispaljivanja dopaminergičkih neurona u ventralnom tegmentalnom području mozga. Agomelatin poništava smanjenu proliferaciju (umnožavanje) neurona u hipokampusu.

### Utjecaj na san
Agomelatin nije mijenjao dnevnu pozornost i pamćenje u zdravih dobrovoljaca. Kod bolesnika koji 
boluju od depresije, liječenje agomelatinom od 25 mg povećalo je sporovalno spavanje bez mijenjanja 
količine REM faze sna ili vremena do nastupa REM faze. Agomelatin od 25 mg također je uzrokovao 
skraćenje vremena nastupa sna i minimalnih otkucaja srca. Prema procjeni bolesnika od prvog tjedna 
liječenja, nastupanje faze sna i kvaliteta sna značajno su poboljšani bez pojave nespretnosti tijekom 
dana.

## Istraživanja

### Neuroinflamacija i moždani neurotrofni čimbenik (BDNF)
Postoje istraživanja koja ukazuju na to da agomelatin može poništiti posljedice upalnoga i oksidativnog stresa izazvanih prehranom s visokim udjelom masti. Neuroinflamacija jedan je od prepoznatih čimbenika u etiopatogenezi nastanka depresije.
Također, mnoga istraživanja pokazuju da kod pacijenata oboljelih od depresije agomelatin povećava razinu moždanog neurotrofnog čimbenika (BDNF-a) u serumu. Slični su rezultati ponovljeni i na životinjskim modelima.

### Anhedonija
Istraživanja pokazuju da su poremećaji lučenja melatonina i regulacije melatoninskih MT1 i MT2 receptora povezani s depresivnim poremećajima i anhedonijom. Istraživanja ukazuju na to da je agomelatin učinkovit u liječenju anhedonije.

### Poremećaji cirkadijanog ritma
Postoje dokazi koji ukazuju na to da je agomelatin učinkovit u resinkronizaciji (usklađivanju) cirkadijanoga ritma u osoba koje boluju od poremećaja spavanja kod kojih je narušen ciklus spavanja i buđenja.

### Sezonski afektivni poremećaj
Agomelatin povoljno djeluje na arhitekturu sna te može biti učinkovit u liječenju sezonskog afektivnog poremećaja.